# Квока
Квока (Setonix brachyurus) — невеликий представник родини Кенгурових, розміром із домашнього кота. Це єдиний представник роду Setonix. Як і інші сумчасті з родини Кенгурових (такі як кенгуру та валабі), квока травоїдна і веде переважно нічний спосіб життя.

## Опис
Вперше відкрита квока була у 1658 році голландським дослідником С. Волкерсеном. Одне з найменших сумчастих Австралії — розміром з кішку. Довжина тулуба становить 40–90 см, хвоста — 25–30 см, має вагу — 2,5–5 кг. У квоки маленькі вуха та широка й невелика голова. Квока має кремезну статуру, добре розвинені задні лапи, округлі вуха та коротку широку голову. Хутро коричневого кольору з сивиною, низ світліший.

## Спосіб життя
Як і більшість кенгурових, квоки їдять багато видів рослинності, включаючи траву, осоку та листя. Полюбляють чагарникові, трав'яні та болотисті місцини.
Попри відносну нестачу прісної води на острові Роттнест, квоки мають високі потреби у воді, які вони задовольняють переважно за рахунок поїдання рослинності. На материку квоки живуть лише в районах, де випадає 600 мм або більше опадів на рік.
У квоки народжується лише 1 дитинча. Якщо воно гине, то розвивається інший раніше «сплячий» ембріон й наступного місяця народжується інша молода квока без нового парування.
Вороги — лисиці, змії, динго, дикі коти й собаки, хижі птахи, діяльність людини.
Квока живе в середньому 10 років у дикій природі й 14 років у неволі.

## Популяція
Під час колонізації Австралії квока була широко поширена і зустрічалася у великій кількості. Її ареал охоплював площу близько 41 200 квадратних кілометрів на південному заході Західної Австралії, включаючи два прибережних острови: Бара та Роттнест. До 1992 року, після значного скорочення популяції протягом 20 століття, ареал квоки на материку скоротився більш ніж на 50%, до площі близько 17 800 квадратних кілометрів.
Незважаючи на значну чисельність на невеликих прибережних островах, квока класифікується як вразливий вид. На материку їй загрожують завезені хижі види, такі як руді лисиці, коти та собаки. Для схованки квокам потрібен густий підлісок. Вирубка лісів, розвиток сільського господарства та розширення житлового будівництва призвели до скорочення їх середовища проживання, що сприяє скороченню популяції виду. Також негативно впливає осушення та випалювання залишків боліт.

## Розповсюдження
Ареал проживання квоки обмежується невеликою територією на південному заході Австралії. Їх можна зустріти на кількох ключових локаціях:
- Острови: Ці сумчасті мешкають на деяких невеликих островах біля узбережжя Західної Австралії. Найвідоміше місце — острів Роттнест, куди можна дістатися на поромі з міста Перт. Ще одним острівним притулком для квок є острів Бара біля Олбані.
- Окремі ділянки материка: Ізольовані, розрізнені популяції також існують в лісах і прибережних вересовищах між Пертом і Олбані.
- Заповідні території: Заповідник Two Peoples Bay Nature Reserve пропонує безпечне місце проживання для невеликої колонії квок. Тут вони навіть ділять свій ареал з видом, що перебувають під критичною загрозою зникнення, — потору Гілберта.